# 大舘氏明
大舘 氏明（おおだち うじあき、嘉元3年（1303年）? - 興国元年/暦応3年9月3日（1340年9月24日）もしくは興国3年/康元2年9月3日（1342年10月3日））は、南北朝時代の武士。大舘宗氏の子。舎弟の幸氏が新田義貞と同年代かそれより上の年代の生まれと考えられているため、義貞より氏明の方が年齢が上であると推定されている。

## 生涯
氏明は義貞の下で転戦し、播磨の赤松則村攻めなどに参戦する。元弘3年（1333年）の鎌倉攻めでは、父宗氏が戦死した後、その指揮を受け継いだ。足利尊氏と京都の支配権を巡って義貞らが争った折には、奇襲を提案、これにより新田軍は勝利を収めている。
建武3年（1336年）3月4日には、病床の義貞に代わり同じ新田一族の江田行義とともに赤松円心が篭城する播磨を攻める。同年5月25日の湊川の戦いにおいて新田勢は和田岬（神戸市兵庫区）に布陣し、氏明は燈炉堂の南の浜に布陣したという。氏明は江田行義とともに三千余騎を率い、足利方の二木・細川氏の軍勢六万と激突したという。後醍醐天皇の京都還幸の折、氏明は越前へ下る義貞へ同道せず、江田行義らと共に還幸に供奉している。この時、後醍醐天皇らは義貞には京都へ赴くことを知らせなかったが、氏明と江田行義にはその旨を知らせ、二人は随行したとされる。
その後、行義と共に、一時期北朝方へ投降する。しかし、後に伊予へ逃れて蜂起し、忽那義範らに檄を飛ばしたり、土居氏、得能氏と連携するなどして四国における宮方として奔走、南朝から伊予国守護職に任命される。しかし伊予で共に戦っていた脇屋義助の病没後、南朝勢力は劣勢となり、北朝・幕府方から派遣された細川頼春の大軍に世田城を攻められ、自害して果てた。
息子の義冬は北朝方の佐々木道誉の斡旋によって幕府へ出仕することとなり、子孫は政所の奉行人となった。
大正4年（1915年）、正四位を追贈された。